# Amélie Galup
Pour les articles homonymes, voir Faure et Galup.
Amélie Galup, née Amélie Faure le 3 mars 1856 à Bordeaux et morte le 12 janvier 1943 à Paris, est une photographe française, active de la fin du xixe siècle au début des années 1910. 
Rare femme de son temps à pratiquer la photographie, elle a réalisé de nombreux portraits mais aussi des reportages photographiques, en particulier en Occitanie, documentant ainsi son époque. 

## Biographie

### Jeunesse et famille
Issue d'une famille protestante de négociants en vins et d'armateurs bordelais, Susanne Albertine Amélie Faure naît en 1856, fille de Jean Camille Faure, négociant, et de Dorothée Wilhelmine Susanne Pöhls, son épouse. Orpheline à l’âge de douze ans, elle vit successivement chez ses frères et sœurs.
En 1879, établie à Nantes, elle y épouse Albert Anne Louis Galup, juge au tribunal civil de Cahors. Le couple a deux enfants.

### Parcours
Amélie Galup s'initie seule à la photographie vers 1895, dans une maison que la famille possède à Saint-Antonin-Noble-Val, près d'Albi, où elle séjourne souvent. Dans une pièce de la demeure, elle a recréé à l'aide de quelques éléments de décor un studio de portraitiste. Dans la cave où elle a installé une chambre noire, elle développe et tire elle-même par contact ses négatifs sur verre.  
Amélie Galup réalise des portraits de ses proches, son mari, ses enfants, ses amis, mais aussi des membres de la bourgeoisie locale. À l'occasion de sorties à Saint-Antonin-Noble-Val, Albi, Luchon, Royan ou encore Nantes, elle fixe aussi la vie de la bourgeoisie provinciale et l'univers qui l'entoure, le monde rural du Quercy, les scènes de rue, les foires et marchés, depuis le tournant du xixe siècle jusqu'à la veille de la Première Guerre mondiale. Son œuvre présente ainsi un intérêt tant ethnographique qu'esthétique. 
Veuve en 1901, elle s'installe à Paris et abandonne la chambre grand format pour se consacrer à la photographie de famille. 
Amélie Galup meurt en 1943 à Paris, 95 rue de Reuilly, à l'hôpital des Diaconesses de Reuilly. Elle est inhumée deux jours plus tard au cimetière de Passy.

## Postérité
Au début des années 1980, l'œuvre d'Amélie Galup est redécouverte par la sociologue Claude Harmelle, tandis qu'elle interroge dans le cadre d'une étude des familles implantées depuis longtemps à Saint-Antonin-Noble-Val. Un des petits-fils d'Amélie Galup lui montre alors les négatifs et les albums composés par sa grand-mère. Claude Harmelle organise deux expositions, en 1984 à Saint-Antonin-Noble-Val, puis en 1986 à la fondation Thiers à Paris. La famille d'Amélie Galup fait don à l'État de 2 500 négatifs sur plaques de verre, conservés à la Médiathèque du patrimoine et de la photographie.
Amélie Galup est l'une des 75 femmes photographes citées par Thomas Galifot sur la 2e de couverture du catalogue de l'exposition Qui a peur des femmes photographes ?, paru chez Hazan en 2015.

## Hommages
La médiathèque municipale de Saint-Antonin-Noble-Val, ouverte en 2006, porte le nom d'Amélie Gallup,.

## Collections
- Donation Amélie Galup, ministère de la Culture, Médiathèque du patrimoine et de la photographie (en partie en ligne sur la Plateforme ouverte du patrimoine, POP[12])

## Expositions
(liste non exhaustive)
- 1984 : exposition à Saint-Antonin-Noble-Val
- 1986 : exposition à la fondation Thiers à Paris
- 19 août - 31 octobre 2017 : Photographes autour de Saint-Antonin au XIXe siècle, Amélie Galup & Eugène Trutat, mairie de Saint-Antonin-Noble-Val[13].
- 28 février - 30 mars 2025 : Amélie Galup. Les visages du temps, Ciné32, Auch[14].

## Filmographie
- Laure Boilleteau-Pradal, Amélie Galup, une femme photographe, DVD, Arte France, 2003[15]